# Кео (птах)
Кео (Rhodinocichla rosea) — вид горобцеподібних птахів монотипової родини Rhodinocichlidae. Раніше вид відносили до родини саякових, проте на основі генетичних та морфологічних досліджень, які провели у 2015 році, визначено, що найближчими родичами кео є подорожникові, тому вид виокремили у власну родину.

## Поширення
Кео поширений у Центральній та на півночі Південної Америки (у Мексиці, Коста-Риці, Панамі, на півночі Колумбії та Венесуели). Мешкає у широколистяних лісах та рідколіссях.

## Опис
Птах завдовжки до 20 см. Самець має білу довгу смугу на оком та рожеву коротку перед оком. Верхня частина тіла темно-коричнева, боки темно-сірі. Нижня частина тіла та передній край крил — пурпурові. Самиця схожа на самця, лише нижня частина тіла не пурпурова, а вохриста.